# دراسة الطبيعة

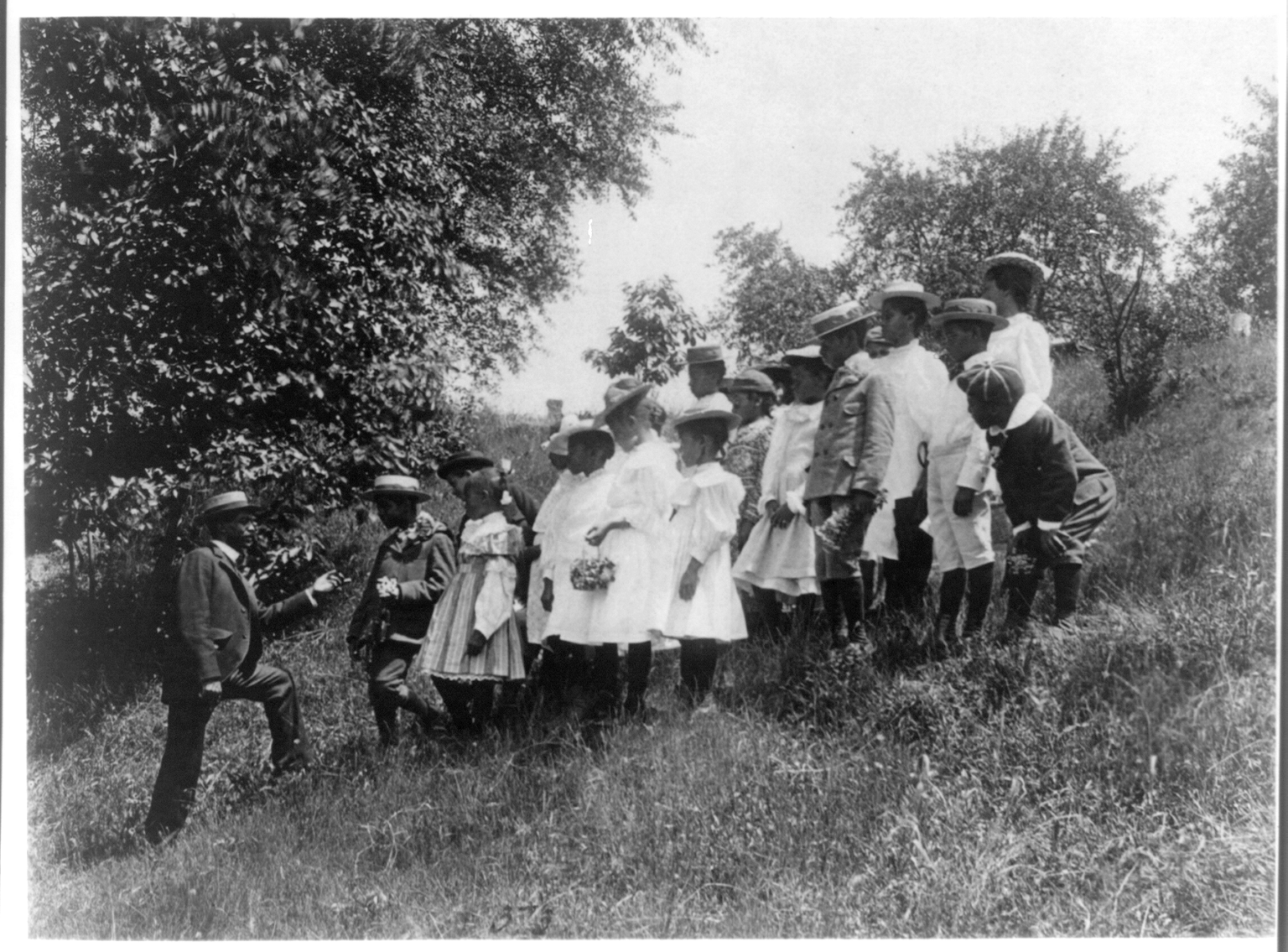

كانت حركة دراسة الطبيعة (أو تأمل الطبيعة) حركة تعليمية شعبية نشأت في الولايات المتحدة وانتشرت في جميع أنحاء العالم الناطق باللغة الإنجليزية في أواخر القرن التاسع عشر وأوائل القرن العشرين. فقد  حاولت دراسة الطبيعة التوفيق بين الاستقصاء العلمي والخبرات الروحية والشخصية المكتسبة من التفاعل مع العالم الطبيعي. تحت قيادة  التربويين التقدميين وعلماء الطبيعية مثل آنا بوتسفورد كومستوك، ليبرتي هايد بيلي، لويس أجاسي، ويليام غولد، وويلبور إس جاكمان، وقد غيرت دراسة الطبيعة طريقة تدريس العلوم في المدارس من خلال التأكيد على التعلم من الأشياء الملموسة، وهو ما تجسده شعار الحركة: «دراسة الطبيعة، وليس الكتب». وقد عممت الحركة الدراسة العلمية خارج غرفة الصف أيضا، وأثبتت أنها ذات تأثير كبير بالنسبة للشخصيات المشاركة في الحركة البيئية الحديثة، مثل ألدو ليوبولد وراشيل كارسون.

## خلفية
بحلول منتصف القرن التاسع عشر، بدأ الاهتمام المتزايد بحالة البيئة في التشكّل؛ ففي عام 1864، نشر الدبلوماسي الأميركي جورج بيركينز مارش الكتاب الرائد «الإنسان والطبيعة»، لتسليط الضوء  على مسؤولية الناس تجاه العالم الطبيعي، كان العمل بمثابة بداية حركة للحفاظ على البيئة.
قبل التسعينيات، كانت فكرة دراسة الطبيعة موجودة، لكن «الجهود كانت متفرقة ومجزأة». أراد عالم الطبيعة لويس أجاسي استقبال «متعلمين في دراسة العالم الطبيعي». ولقد استمر طلابه، الذين تأثروا بهذه الفلسفة، في توفير المعرفة بدراسة الطبيعة في المدارس العامة. وكان أجاسي هو من صاغ عبارة «دراسة الطبيعة وليس الكتب».

## مفاهيم
ويمكن وصف دراسة الطبيعة بأنها "تصور الحركة بوصفها ائتلافا طليعيا من المجتمعات المحلية المكونة من أفراد ومجتمعات ومؤسسات قادرة على إيجاد أرضية مشتركة في دراسة وتقدير العالم الطبيعي". في الكتيب الأول:: ما هي دراسة الطبيعة؟" من مجموعة من دروس دراسة الطبيعة عام 1904، قدمت ليبرتي هايد بيلي الوصف التالي لدراسة الطبيعة:
إن دراسة الطبيعة، باعتبارها عملية، هي رؤية الأشياء التي ينظر إليها المرء، واستخلاص النتائج الصحيحة مما يراه المرء. والهدف من هذا تثقيف الطفل من حيث بيئته، حتى ينتهي إلى أن حياته قد تكون أكثر ثراء. إن دراسة الطبيعة ليست دراسة علمية، كما هي الحال في علم النبات وعلم الحشرات والجيولوجيا وما إلى ذلك. وهذا يعني أن الأمر يتطلب الأمور التي هي في المتناول ويسعى إلى فهمها، دون الإشارة في المقام الأول إلى النظام المنهجي للأجسام أو العلاقات بينها. وهو غير رسمي، كما هو الحال بالنسبة للأجسام التي يراها المرء. فهي منفصلة تماماً عن مجرد تعريفات، أو عن التفسيرات الرسمية في الكتب. وهذا يعني أنها طبيعية إلى حد كبير. فهو يدرب العين والعقل على رؤية وفهم أمور الحياة المشتركة؛ والنتيجة ليست الحصول على العلم بشكل مباشر بل ترسيخ التعاطف الحي مع كلما هو موجود.
قامت آنا كومستوك بتعريف الفكرة بشكل موسع في كتابها، كتيب دراسة الطبيعة: "دراسة الطبيعة هي لفهم الحياة الفردية للطيور أو الحشرات أو النباتات الأقرب إليها". وتابعة كومستوك أن دراسة الطبيعة ساعدت على "التمييز والتعبير عن الأشياء كما هي". وجاءت الحركة في وقت كان فيه المجتمع يهتم بمستقبل الجيل القادم  وبحفظ الطبيعة نفسها، وبسبب ذلك قوبلت بتوقعات عالية. وعلى الرغم من الجهود العديدة التي بذلها بعض علماء الطبيعة قبل عام 1890 لتدريس الحركة وتوسيعها، إلا أن حركة دراسة الطبيعة لم تكتسب زخماً مع عامة الناس حتى أواخر القرن التاسع عشر. وبحلول عام 1925، وجد هذا الموضوع مكاناً في المناهج التعليمية لكل منطقة دراسيه تقريباً في الولايات المتحدة.

## «ادرس الطبيعة وليس الكتب»
فقد اتفق العديد من العلماء والمعلمين والقادة  في مختلف أنحاء الولايات المتحدة على قيمة دراسة الطبيعة، وأصبح الموضوع يشكل جزءاً مهماً من الكيفية التي تم بها فحص العالم الطبيعي في العديد من مناطق البلاد بحلول أوائل القرن العشرين  وقدم العلماء دعماً عاماً للفلسفة وأضافوا إلى وضع المناهج الدراسية والدورات الدراسية. وكانت الحركة شعبية بشكل خاص في الشمال الشرقي، والغرب، والغرب الأوسط. كما وجد الجنوب بعض الاستخدام لفكرة العلوم الطبيعية في مدارسهم الزراعية، وكذلك في معهد توسكيجي في ولاية ألاباما (جامعة توسكيجي الآن) ومعهد هامبتون في ولاية فرجينيا (االمسمى الآن بجامعة هامبتون) من الممكن العثور على دراسة الطبيعة في المدن الحضرية ذات الكثافة السكانية العالية وفي نظم المدارس الريفية على حد سواء بسبب مشاركة العلماء في تصميم وتنفيذ المناهج الدراسية  على سبيل المثال، وضع ويلبور جاكمان مخططاً لدراسة الطبيعة مع «الحياة وظواهرها» والذي فحص كيف ستتألف دراسة النباتات والحيوانات من علم الحيوان والبوتاني (تحت علم الأحياء)، والفيزياء، والكيمياء، والأرصاد الجوية، وعلم الفلك، والجغرافيا، والجيولوجيا، وعلم المعادن 
أنشأت لكريشيا كروكر جنبًا إلى جنب مع نوادي النساء وغيرها من أشكال المساعدة في منطقة بوسطن «مدرسة المعلمين للعلوم» في باك باي في المتحف الجديد لجمعية بوسطن. بالإضافة إلى إلين سوالو ريتشاردز، أنشأت  كروكر دورة حول المعادن للمعلمين. ووجد المعلم مثل هذا التعليم في منطقة بوسطن بسبب عالم المنطقة الذي من شأنه أن يعلم دوراتهم.
جمعية دراسة الطبيعة الأمريكية تأسست في عام 1908، ولا تزال قائمه حتى يومنا هذا. وكان المجتمع طفره مهمًا أيضًا في المساعدة على إحداث حركة دراسة الطبيعة.حيث ان آنا بوتسفورد كومستوك هي واحدة من الرؤساء السابقين للمجتمع. تعتبر أقدم منظمة أمريكية للبيئة.
درست آنا بوتسفورد كومستوك وعملت رئيسة قسم دراسة الطبيعة في جامعة كورنيل إلى جانب  زوجها، جون هنري كومستوك. فقد اعتبرت جامعة كورنيل محوراً رئيسياً لحركة دراسة الطبيعة. وكتبت «دليل دراسة الطبيعة»، الذي يتضمن مقاطع حول كيفية تدريس الموضوع وكيفية تدريس المقررات للطلاب، كما يتضمن أقسام ذان أنواع  مختلفة من الحيوانات والنباتات وحتى السماء.

## التعليم بالنسبة للأطفال
وكانت العلوم تتوسع في الكليات والجامعات، ورأى العلماء «أن الطلاب يحتاجون إلى مزيد من الإعداد الأفضل في المدارس الثانوية والابتدائية». ولم يكن المنهج الدراسي في المدارس فقط الذي يتطور، بل كان أيضا نظام التعليم نفسه يتطور. وكان عدد السكان في ارتفاع في المناطق الحضرية الكبرى مثل نيويورك وشيكاغو، وكان هناك تشريع يلزم الطلاب بإنفاق العدد المطلوب من الساعات والأيام سنويا في النظام المدرسي. ومع تزايد عدد السكان بسبب الهجرة وأسباب أخرى، يمكن تعليم الشباب مهارات مفيدة للحياة والأوساط الأكاديمية من أجل «تقاسم القيم المدنية الأساسية وتوسيع نطاق رؤية عالمهم». وأصبحت دراسة الطبيعة الطريقة التي تعلم بها الطلاب الأصغر سناً بعالمنا الطبيعي. كما جاء ذلك في وقت تم فيه سن تشريع للحفاظ على البيئة في البلاد، الأمر الذي ساعد في جمع الدعم من الآباء والمعلمين في البلاد.
ذكرت آنا بوتسفورد كومستوك، في كتابها كتيب دراسة الطبيعة، أن «دراسة الطبيعة تنمي خيال الطفل، حيث أن هناك الكثير من القصص الرائعة والحقيقة التي قد يقرأها بعينيه، وهو ما يؤثر على خياله بقدر تأثير تقاليد الجنيات، وفي الوقت نفسه، تزرع دراسة الطبيعة في نفوسه إدراكًا ومراعاة لما هو حقيقي، والقدرة على التعبير عنه... تمنح دراسة الطبيعة الطفل معرفة عملية ومفيدة.فهي  تجعله على دراية بطرق الطبيعة وقواها، حتى لا يكون عاجزاً في وجود المحن والكوارث الطبيعية». شعرت كومستوك أيضًا أن دراسة الطبيعة لم تبدأ بالكتب، بل من خلال ملاحظات الحياة والشكل من علماء الطبيعة الأوائل. الهدف من النظام هو «إعطاء التلاميذ نظرة عامة على جميع أشكال الحياة وعلاقتها ببعضها البعض».
وبسبب الأهمية التي يوليها الجيل الجديد، راقب العامه المحيط المدارسي بعناية مع توقعات عالية من الطلاب في أواخر القرن التاسع عشر.
أظهرت دراسة أجريت في مدرسة كيم توللي لتعليم العلوم للبنات الأميركيات أن 49% من بين 127 نظام مدرسة عامة عرضت دراسة الطبيعة في كل الصفوف و25% قدمت في ست درجات على الأقل و11% في أربع درجات على الأقل و5% في ثلاث درجات أو أقل. ولم تقدم 10% منها على الإطلاق في عام 1925.

## الحركة النسائية
لعبت النساء العديد من الأدوار في هذه الحركة داخل المجتمع الأميركي. فقد تمكّن بعضهن على العثورعلى وظائف إشرافية، أو وظائف كأستاذ جامعي في التاريخ الطبيعي في المناطق التعليمية، أو مؤسسات التعليم العالي. وقد ساعدت بعض النساء في خلق الحركة نفسها، مثل آنا بوتسفورد كومستوك، كما تمكّنت المعلمات من «تنفيذ دراسة الطبيعة بدرجات متفاوتة في فصلهن الدراسي ومن حين إلى آخر تعديل المنهج الدراسي الذي أنشأه المهنيون الذكور بحيث يحبذون علوم الحياة».
على مدى السنوات الأربع من 1915 إلى 1919  في ولاية ويسكنسن، ارتفعت نسبة معلمات الأحياء في المدارس الثانوية من 50% إلى 67%. كما ارتفع عدد معلمات الفيزياء من 3% في الفترة 1915-16، إلى 7% في الفترة 1919-1920.
وقد أعطت حركة دراسة الطبيعة نظرة جديدة لتعليم الشابات في الولايات المتحدة. وفي القرن العشرين، بدأت الآراء تتغير حول الحركة، وانحسرت. ورأى بعض النقاد الذكور أن ذلك «رومانسي» أو «عاطفي». ولقد أدى هذا إلى خلق قضية تتعلق بنوع الجنس فُرِضَت بالقوة على حركة دراسة الطبيعة. وبحلول بداية القرن العشرين، كانت العديد من النساء الشابات ينجذبن إلى حركة التاريخ الطبيعي.
يقدم كتاب «تعليم العلوم للفتيات الأميركيات» لكيم توللي تفسيراً للمدارس الثانوية في أميركا للإناث. «كانت المدارس الثانوية للإناث بمثابة مراكز مهمة لنشر أيديولوجية القرن التاسع عشر في مجالات منفصلة، ومؤسسات تقع عادة في المدن الصغيرة وفي المناطق الريفية، وليس الحضرية. وقد سادت الأيديولوجية في المؤسسات الجنوبية قبل الحرب والتي تخدم فتيات النخبة اللاتي لم يتوقعن قط العمل مقابل أجور خارج المنزل؛ وجدت هذه المؤسسات جنوبًا على وجه التحديد لإعداد المعلمين للمدارس المشتركة المتنامية في البلاد، وفي الأكاديميات الكاثوليكية على الجبهة الغربية» 
وهناك أخريات، مثل سوزانا مودي، وابنتها آغنيس تشامبرلين التي أجرت دراسات الطبيعة لدعم أسرتها، وقامت كاترين بارير ترايل بالتحقيق في الطبيعة لوصف المناطق الجديدة التي وجدن أنفسهن فيها في كندا في القرن التاسع عشر.